# Iluocoetes elongatus
Iluocoetes elongatus är en fiskart som först beskrevs av Smitt, 1898.  Iluocoetes elongatus ingår i släktet Iluocoetes och familjen tånglakefiskar. IUCN kategoriserar arten globalt som livskraftig. Inga underarter finns listade i Catalogue of Life.